# Banana (Conkarah)
Banana is een nummer uit 2019 van de Jamaicaanse artiesten Conkarah en Shaggy. In 2020 werd een door DJ File gemaakte van het nummer uitgebracht, waarmee een grote zomerhit werd gescoord.
"Banana" is een bewerking van het Jamaicaanse lied Day-O (Banana Boat), een welbekend lied op Jamaica van Harry Belafonte. Het lied is een werkliedje uit het begin van de 20e eeuw ontstond toen de bananenhandel op Jamaica op gang kwam. Het werd oorspronkelijk gezongen door arbeiders die bananen op schepen laadden bij de dokken. Conkarah en Shaggy hebben echter een hele andere, veel dubbelzinnigere betekenis aan de tekst gegeven. Zij zingen namelijk dat meisjes gek zijn op hun 'banaan', waarmee ze niet de vrucht bedoelen. 
De originele versie van "Banana" was nergens succesvol. De DJ FLe - Minisiren Remix werd in 2020 populair doordat het een rage werd op de app TikTok. Het nummer werd vooral in Nederland, België en Frankrijk een grote zomerhit. In de Nederlandse Top 40 haalde het de nummer 1-positie, en in de Vlaamse Ultratop 50 haalde het de 7e positie.